# Border blaster
Un border blaster (traducible al español como destrozador fronterizo) es una estación radiodifusora que, aunque no tiene licencia como servicio externo, en la práctica apunta a otro país. El término es de origen norteamericano y generalmente se asocia con estaciones radiales mexicanas en AM cuyas áreas de transmisión cubren gran parte de los Estados Unidos. 
A diferencia de las estaciones de radio piratas que transmiten ilegalmente, estas estaciones generalmente cuentan con una licencia del gobierno en cuyo territorio se encuentran, mientras que las estaciones de radio piratas operan fuera de las aguas territoriales de la nación a la que apuntan, o que operan ilegalmente desafiando la ley nacional dentro de su territorio soberano. 
También se diferencian de las emisoras de radio de onda corta en el sentido de que usan frecuencias designadas para transmisiones nacionales, mientras que la radiodifusión internacional opera en frecuencias expresamente designadas para transmisiones internacionales.

## De México a Estados Unidos

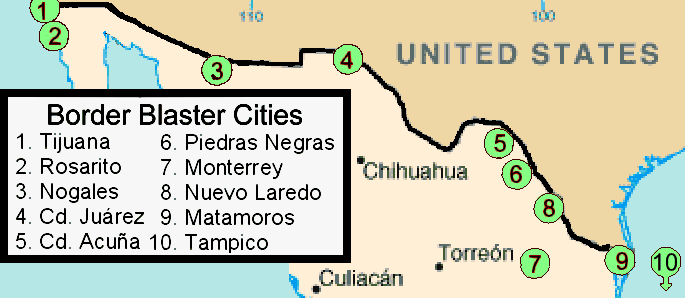
Mapa de ciudades mexicanas fronterizas con Estados Unidos que alguna vez tuvieron border blasters

Con señales de transmisión mucho más poderosas que las de las estaciones estadounidenses, los border blasters mexicanos podían escucharse en grandes áreas de Estados Unidos desde los años 1940 hasta los años 1970, a menudo para gran irritación de las estaciones de radio estadounidenses, cuyas señales podían ser dominadas por sus contrapartes mexicanas. A veces también se las denomina estaciones X por sus letras de identificación: México asigna indicativos que comienzan con XE o XH a las estaciones de transmisión.
Entre los border blasters mexicanos se encuentran:
- XEPRS-AM en Tijuana, Baja California: Esta es la estación de radio que aparece en la película American Graffiti de George Lucas, protagonizada por Wolfman Jack como disc jockey.

- XETV-TDT en Tijuana, Baja California: De propiedad y operación de Televisa. Desde el lanzamiento de la estación en 1953 hasta 2017, los derechos de programación y ventas fueron administrados por Bay City Television, Inc. (una corporación con sede en California). Posteriormente, se convirtió en un relevo del Canal 5, quedando señal para cubrir a la comunidad hispana en el lado estadounidense de la frontera.

- XHAS-TDT en Tijuana, Baja California: la programación se origina en San Diego pero se envía a un transmisor en Tijuana.

- XER en Ciudad Acuña, Coahuila: "Estación del Sol entre las Naciones" transmitiendo en AM a 735 kHz. Esta fue la estación original con licencia de John R. Brinkley en México como Villa Acuña Broadcasting Company. Emitió por primera vez el 18 de agosto de 1932 con un transmisor de 50 kW y reclamó un ERP de 75 kW a través de una antena omnidireccional. Fue clausurada por las autoridades mexicanas el 24 de febrero de 1933.

- XERA en Ciudad Acuña, Coahuila: En septiembre de 1935, Brinkley obtuvo una nueva licencia para Villa Acuña del Gobierno de México con nuevas letras de identificación de XERA. Su nueva empresa operadora fue Cía Mexicana Radiodifusora Fronteriza y la emisora salió al aire desde el mismo lugar que la antigua XER pero con antena direccional. La potencia de su nuevo transmisor era de 500 kW, pero con su nueva antena reclamaba una potencia de 1 MW. XERA se autodenominó "la estación de radiodifusión más poderosa del mundo" y la revista Variety afirmó que se podía escuchar en la ciudad de Nueva York. Tras la firma de diversos tratados, el Gobierno de México revocó la licencia de XERA en 1939.

- XERF-AM en Ciudad Acuña, Coahuila: Fundada en 1947, la estación hizo mundialmente famoso al disc jockey Wolfman Jack por su trabajo entre 1962 y 1964. Esta estación salió al aire mucho después de la era tanto de XERA como de Brinkley, pero inicialmente utilizó sus antiguas instalaciones aunque el potente transmisor de XERA había sido desmantelado y enviado a otro lugar.

- XELD-TV en Matamoros, Tamaulipas: Esta estación, propiedad de una empresa conjunta entre Rómulo O'Farrill y Emilio Azcárraga, salió al aire en 1951 como la tercera estación de televisión al aire de México, la primera fuera de la Ciudad de México y la primera emisora de televisión fronteriza. Mantenía afiliaciones con las principales cadenas estadounidenses, aunque su conexión principal era con CBS. Fue la única estación de la zona hasta 1953. Debilitada por las condiciones económicas, las nuevas estaciones en Estados Unidos y el deterioro y destrucción de su planta física, la estación desapareció en 1959.

- XED-AM en Reynosa, Tamaulipas: La primera estación de radio en México en ser considerada fronteriza. XED estaba originalmente ubicada en Reynosa, Tamaulipas, y estaba bajo la gerencia de ventas de publicidad de International Broadcasting Company, ubicada en McAllen, Texas. La estación transmitía con una potencia de 10 kilovatios, lo que lo hacía el transmisor más potente de México en ese momento.

### Programación
La mayoría de las estaciones fronterizas en la actualidad transmiten programación en español dirigida al lado mexicano de la frontera. Algunos de los anuncios fronterizos en español se dirigen a la creciente audiencia latina que vive en el suroeste de Estados Unidos. Algunos apuntan a ambos.
Como fue el caso entre las décadas de 1930 y 1970, algunas estaciones fronterizas en áreas cercanas a ciudades fronterizas estadounidenses más grandes, como San Diego, son arrendadas por compañías de radiodifusión estadounidenses y transmiten programación en inglés dirigida al público estadounidense, aunque las estaciones AM a veces han sido reemplazadas por señales de FM justo al otro lado de la frontera y capaz de llegar a las principales ciudades estadounidenses como San Diego o El Paso con señales de nivel urbano. Durante esas décadas la radio fronteriza fue utilizada por predicadores que solicitaban donaciones y anunciantes que vendían productos de dudoso valor. La parte estadounidense alquila la estación a los propietarios/licenciatarios de estaciones mexicanas y transmite la programación desde sus estudios estadounidenses a los transmisores mexicanos vía satélite.
Debido a regulaciones del gobierno mexicano, estas estaciones deben transmitir el himno nacional mexicano a la medianoche y a las 6 am todos los días, la revista de radio producida por el gobierno La Hora Nacional los domingos por la noche y 48 minutos de tiempos oficiales (anuncios de servicio público del gobierno mexicano, que incluyen anuncios de campaña durante las elecciones) por día y brindan identificación de la estación en español. Esto generalmente se hace en voz baja o durante las pausas comerciales para que los oyentes del lado estadounidense no lo noten. El requisito ha generado controversia incluso entre los funcionarios de México, por razones que incluyen reforzar percepciones negativas del país, ocupar tiempo aire que podría usarse para promover el turismo y las interacciones transfronterizas, y su mala calidad.

## Europa
Una situación similar se desarrolló en Europa, comenzando con Radio Luxemburgo después de la Segunda Guerra Mundial. El gobierno británico identificó estas emisoras como piratas porque la emisión dominical estaba reservada a los oyentes británicos (coincidiendo deliberadamente con los domingos de programas religiosos de la BBC). Las transmisiones fueron consideradas ilegales en suelo británico ya que estas estaciones estaban rompiendo el monopolio no comercial de la BBC (Casualmente, un gran porcentaje de la República de Irlanda podría recibir transmisiones de radio y televisión de la BBC de Irlanda del Norte, Gales y el oeste de Inglaterra durante décadas). Escuchar las transmisiones era técnicamente una violación de las leyes de licencias de radio del Reino Unido de la época. El mismo fenómeno de "radio périphérique", o "radio periférica", existió en Francia desde la década de 1930 hasta la legalización de la radiodifusión privada a principios de la década de 1980, que permitió a Radio Luxemburgo desde Luxemburgo, Radio Andorra y Sud Radio desde Andorra, Radio Monte Carlo desde Mónaco, y Europe 1 desde Alemania, para comenzar a transmitir legalmente a través de fronteras internacionales.

## Norte de Estados Unidos y Canadá
Las señales de muchas estaciones de radio de Estados Unidos y Canadá (y en menor medida de canales de televisión) invaden el territorio vecino. Por lo general, estas estaciones no se consideran "border blasters", ya que su programación no está dirigida principalmente a oyentes y espectadores al otro lado de la frontera. Las estaciones estadounidenses y canadienses se adhieren a niveles máximos de potencia comparables, y la invasión se considera involuntaria y en gran medida inevitable. Sin embargo, en áreas donde una estación de radio estadounidense está cerca de un área metropolitana canadiense significativamente más grande (o viceversa), existen verdaderos border blasters.
Ejemplos de este tipo son la emisora radial WLYK (transmitiendo desde Cape Vincent en Nueva York, apuntando a Kingston en Ontario), el canal de televisión WIVB-TV (transmitiendo desde Buffalo en Nueva York, apuntando al sur de Ontario) y el canal de televisión KCND-TV (transmitiendo desde Pembina en Dakota del Norte, apuntando a Winnipeg).